# Pseudobersama
Pseudobersama, monotipski rod zimzelenog drveća male do srednje veličine smješten u potporodicu Pseudobersama... Jedina vrsta je P. mossambicensis iz Južne Afrike, Mozambika, istočne Tanzanije i jugoistočne Kenije.

## Stanište
Nizinska obalna šuma i na rubovima šuma; na visinama od razine mora do 300 metara.

## Opis
Pseudobersama mossambicensis je zimzeleni grm ili drvo koje može narasti do 20 metara visine, ali je veličina debla neobično mala. Listovi neparnoperasti s 4-8 pari niže nasuprotnih listića i završnim listićem; listići duguljasto eliptični, 3,5-9 cm dugi, s bijelim čupercima dlačica u pazušcima žila i duž središnje žile odozdo. Plod je drvenasta čahura, oko 4 cm. u promjeru, prekriven režnjevitim privjescima poput rogovlja, crven kad sazrije.

## Upotreba
Drvo je lagano, ali izdržljivo. Koristi se za stupove u gradnji lokalnih kuća i kao drvo opće namjene, kao ogrjev i za izradu drvenog ugljena.

## Medicina
Iz grančica i lišća izolirani su citotoksični 7-hidroksi steroli. Pokazali su toksičnost protiv P-388 mišjih leukemijskih stanica, a neki od njih su pokazali značajnu aktivnost koja oštećuje DNK.

## Sinonimi
- Bersama mossambicensis Sim